# Passavant-sur-Layon
Passavant-sur-Layon is een gemeente in het Franse departement Maine-et-Loire (regio Pays de la Loire) en telt 135 inwoners (1999). De plaats maakt deel uit van het arrondissement Saumur.

## Geografie
De oppervlakte van Passavant-sur-Layon bedraagt 5,0 km², de bevolkingsdichtheid is 27,0 inwoners per km².
De onderstaande kaart toont de ligging van Passavant-sur-Layon met de belangrijkste infrastructuur en aangrenzende gemeenten.

## Demografie
Onderstaande figuur toont het verloop van het inwonertal (bron: INSEE-tellingen).